# San Rafael, Antioquia
San Rafael este un municipiu din departamentul Antioquia, Columbia.